# Кефальне
Кефальне — озеро на території Скадовського району (Херсонська область, Україна). Площа водного дзеркала — 1,3 км². Тип загальної мінералізації — прісне. Походження — лиманне. Група гідрологічного режиму — безстічний.
Озеро лежить у межах Чорноморського біосферного заповідника.

## Географія
Довжина — 1,86 км. Ширина середня — 1,6 км, найбільша — 2,06 км. Висота над рівнем моря: 0,5 м.
Озеро від Чорного моря відокремлене пересипом шириною 140—300 м. З морем не з'єднано. Водойма неправильної подовженої форми, витягнута з північного сходу на південний захід. Котловина звужується в міру віддалення від моря в північно-східному напрямку.
Береги пологі, північні зайняті солончаками.
Озеро лежить на захід від села Залізний Порт.